# San Cristóbal de la Vega
San Cristóbal de la Vega ist ein Ort und eine Gemeinde (municipio) mit 83 Einwohnern (Stand: 2024) in der zentralspanischen Provinz Segovia in der Autonomen Region Kastilien-León. 

## Lage und Klima
San Cristóbal de la Vega liegt in der kastilischen Meseta in ca. 865 m Höhe ungefähr 55 Kilometer (Fahrtstrecke) nordwestlich der Provinzhauptstadt Segovia. Das Klima ist gemäßigt bis warm; Regen (447 mm/Jahr) fällt mit Ausnahme der trockenen Sommermonate übers Jahr verteilt.

## Bevölkerungsentwicklung
| Jahr      | 1970 | 1981 | 1991 | 2001 | 2011 | 2021 |
| Einwohner | 321  | 217  | 198  | 156  | 131  | 88   |

## Sehenswürdigkeiten

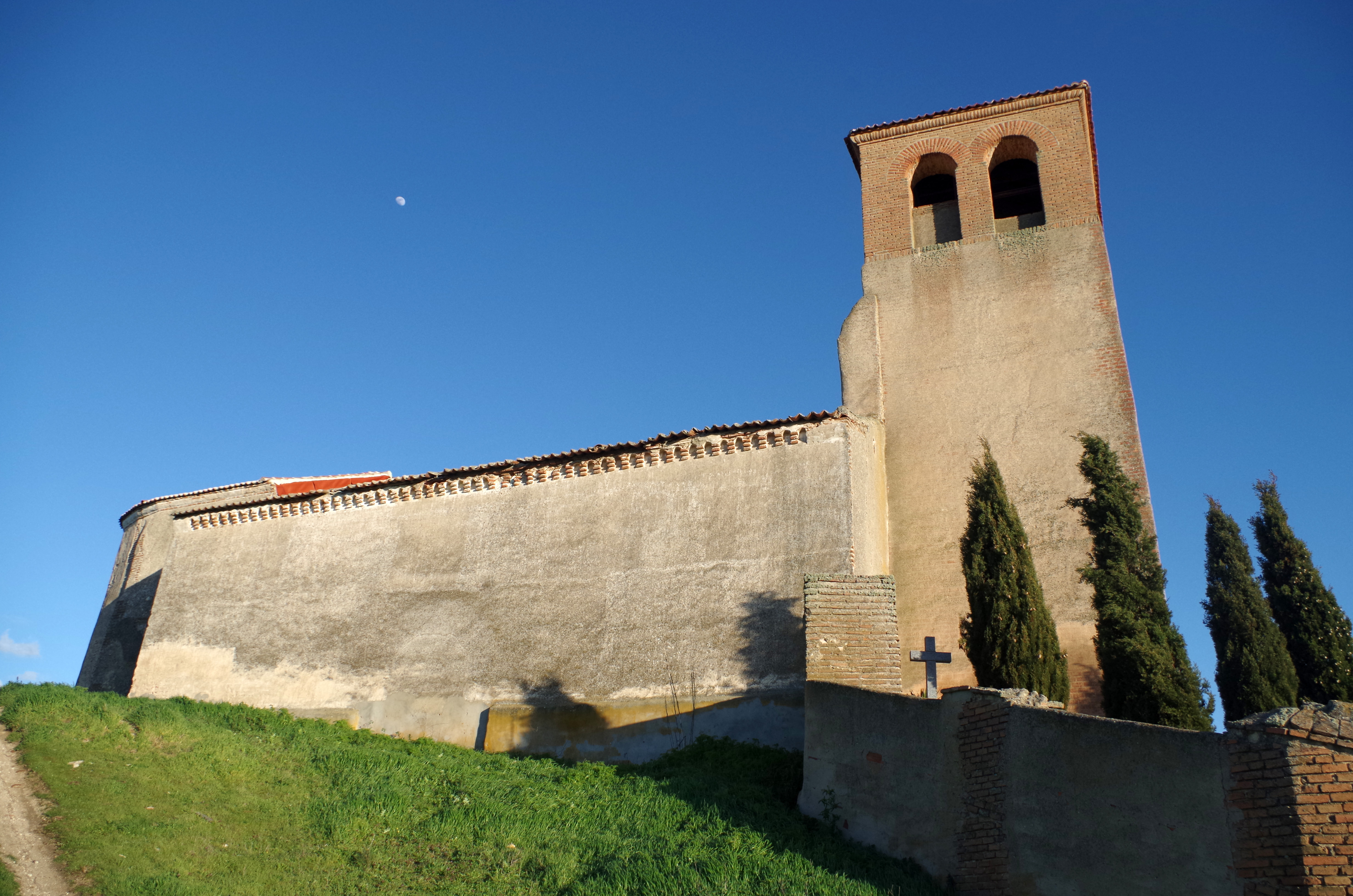
Christopheruskirche
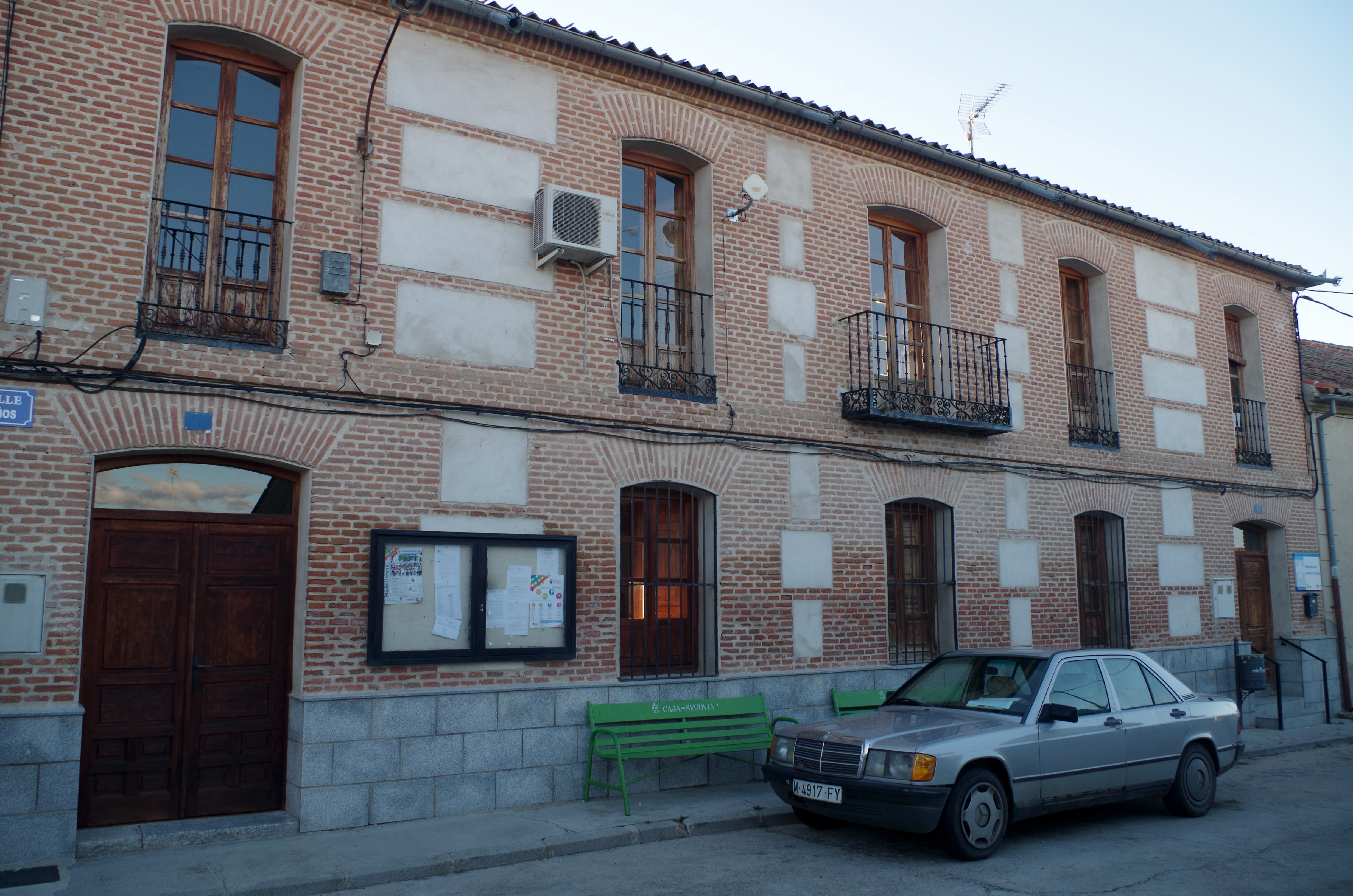
Rathaus und Sozialzentrum

- Christopheruskirche
- Rathaus und Sozialzentrum